# Valerio Perentin
Valerio Perentin, italijanski veslač, * 12. julij 1909, † 7. januar 1998.
Perentin je za Italijo nastopil na Poletnih olimpijskih igrah 1928 in 1936.
V Amsterdamu je s četvercu s krmarjem osvojil zlato, v Berlinu pa je bil italijanski čoln izločen v repasažu.